# 叶集站
叶集站位于中华人民共和国安徽省六安市叶集区镇区街道万佛村，是宁西铁路上的火车站，建于2003年。车站由上海局集团合肥车务段管辖，为上海局和武汉局的局界站，有“合车西大门”之称。车站于2006年4月19日开通客运业务，2014年12月10日暂停客运业务。2023年7月24日，叶集站开始客运改造工程，2023年12月27日竣工验收，并于2024年4月10日恢复客运业务。